# 开熙
开熙（1367年—1371年六月）是四川明夏时期明升的年號，共計5年。

## 改元
- 天統五年——正月初一日，改元為開熙元年。[2][3][4][5][6][7][8]

## 大事記
- 開熙五年——六月二十二日，明昇自縛向明軍投降。[9][10]

## 西曆紀年對照表
| 开熙 | 元年     | 二年     | 三年     | 四年     | 五年     |
| ---- | -------- | -------- | -------- | -------- | -------- |
| 公元 | 1367年   | 1368年   | 1369年   | 1370年   | 1371年   |
| 干支 | 丁未     | 戊申     | 己酉     | 庚戌     | 辛亥     |
| 元   | 至正27年 | 至正28年 | 至正29年 | 至正30年 | -        |
| 北元 | -        | -        | -        | -        | 宣光元年 |
| 明   | -        | 洪武元年 | 洪武2年  | 洪武3年  | 洪武4年  |

## 同期存在的其他政权年号
- 中國
  - 至正（1341年－1370年）：元朝—元惠宗妥懽帖睦爾之年號
  - 宣光（1371年－1378年）：北元—元昭宗愛猷識理達臘之年號
  - 吴（1367年－1368年）：西吴—吴王朱元璋之纪年
  - 洪武（1368年－1401年）：明朝—明太祖朱元璋之年號
- 越南
  - 大治（1358年—1369年）：陳朝—陳裕宗陳暭之年號
  - 大定（1369年—1370年）：陳朝—昏德公楊日禮之年號
  - 紹慶（1370年—1372年）：陳朝—陳藝宗陳暊之年號
- 日本
  - 正平（1347年－1370年）：南朝—後村上天皇與長慶天皇之年號
  - 建德（1370年－1372年）：南朝—長慶天皇之年號
  - 貞治（1362年－1368年）：北朝—後光嚴天皇之年號
  - 應安（1368年－1375年）：北朝—後光嚴天皇與後圓融天皇之年號

## 深入閱讀
- 李崇智. . 北京: 中華書局. 2004年12月. ISBN 7101025129.
- 鄧洪波. . 臺北: 國立臺灣大學東亞經典與文化研究計劃. 2005年3月  [2021-11-12]. ISBN 9789860005189. （原始内容 (pdf)存档于2007-08-25）.

| 前一年號： 天统 | 中国年号列表 1367年－1371年 | 下一年號： -- |